# Pokaždé se loučíme
Pokaždé se loučíme (v anglickém originále Every Time We Say Goodbye) je americký dramatický film z roku 1986. Režisérem filmu je Moshé Mizrahi. Hlavní role ve filmu ztvárnili Tom Hanks, Cristina Marsillach, Benedict Taylor, Anat Atzmon a Gila Almagor.

## Děj
David Bradley, americký pilot, se před vstupem Spojených států do druhé světové války připojuje k britskému Královskému letectvu (RAF). Po sestřelení jeho letounu North American P-51 Mustang v severní Africe se zotavuje ze zranění nohy v Jeruzalémě. Během rekonvalescence je ubytován v penzionu, kde se seznamuje se Sarah Perrarou, klidnou dívkou španělsko-židovského původu.
Sarah doprovází svou sestřenici Victorii, která se tajně schází se svým přítelem z RAF, Peterem. Když Peter a Victoria oznámí své plány na svatbu, David se snaží svého přítele od tohoto závazku odradit, zatímco Sarah připomíná Victorii problémy, které by to způsobilo v rodině. Jednoho večera, když se opilý australský voják pokusí Sarah násilím políbit, David ji zachrání a zlomí při tom svou hůl o útočníkovu hlavu. Sarah je rozzlobená, když zjistí, že ji její bratranec Nessim sledoval. David předstírá, že Sarah nezná, aby ochránil tajemství Victorie a Petera. Vděčný Nessim pozve Davida na drink a svěří se mu, že je do Sarah zamilovaný od jejího dětství.
Přestože se Sarah a David k sobě cítí přitahováni, Sarah je přesvědčena, že jejich rozdílné zázemí znamená, že by jejich vztah nemohl fungovat. Davidův pokus formálně požádat o svolení rodiny k jejich vztahu je odmítnut, především proto, že je synem protestantského pastora. Sarah a David se opakovaně setkávají a rozcházejí v malé komunitě. Během jedné procházky Sarah Davida poprvé políbí, přestože mu řekla, aby ji nechal na pokoji.
Následující den Sarah naznačí Nessimovi, že možná miluje někoho jiného. Sarah a David spolu stráví den mimo město a téměř se intimně sblíží, ale Sarah opět couvne. Než ji David stihne odvézt domů, vpadnou do pokoje její mladší příbuzní, omráčí ho a Sarah odvlečou. Sarah je uvězněna doma, ale s pomocí bratra se jí podaří uniknout. Stráví noc s Davidem, ale ráno, než se probudí, odejde za Nessimem a požádá ho o ruku, i když miluje Davida. Plánují svatbu, zatímco je David pryč v Egyptě. Vrátí se dva dny před svatbou, jak slíbil. Těsně před jeho odletem ho Sarah dostihne a slíbí mu, že na něj počká a bude mu psát. Políbí se a David odlétá.

## Obsazení
| Tom Hanks           | David    |
| Cristina Marsillach | Sarah    |
| Benedict Taylor     | Peter    |
| Anat Atzmon         | Victoria |
| Gila Almagor        | Lea      |
| Moni Moshonov       | Nessin   |
| Avner Hizkiyahu     | Raphael  |
| Esther Parnass      | Rosa     |